# Colette Brosset
Colette Brosset; właściwie Colette Marie Claudette Brossé (ur. 21 lutego 1922 w Paryżu; zm. 1 marca 2007 tamże) – francuska aktorka, scenarzystka, pisarka i choreografka. Żona aktora i reżysera Roberta Dhéry'ego.
Wraz z mężem Robertem Dhéry utworzyła pod koniec lat 40. komediową trupę teatralną Les Branquignols, w skład której wchodzili m.in.: Louis de Funès, Jean Lefebvre, Jean Carmet, Jacqueline Maillan, Michel Serrault. Grupa działała do lat 70. Najsłynniejszy film z jej udziałem to wyreżyserowana przez męża popularna komedia  pt. Mały pływak (1967; film znany także pod tytułem Zwariowany weekend) z de Funèsem w roli głównej. Kilka lat wcześniej zrealizowali także wspólnie komedię Piękna Amerykanka (1961). W 1966 zagrała w filmie Gérarda Oury Wielka włóczęga z de Funèsem i Bourvilem.
Córka Roberta i Colette, Catherine (ur. 1948) jest cenionym psychoanalitykiem.
Colette Brosset zmarła 1 marca 2007 w wieku 85 lat. Jest pochowana wraz z mężem w miejscowości Héry.

## Wybrana filmografia
- Gwiazda bez światła (1946) jako Lulu
- Kocham tylko ciebie (1949) jako Monrival, sekretarka don Renaldo
- Miłość nie jest grzechem (1952) jako Eliane Cahuzac
- Ach! Te piękne kobietki (1954) jako Colette Brosset
- Piękna Amerykanka (1961) jako Paulette Perrignon
- Naprzód Francjo! (1964) jako Lady Yvette Brisburn
- Czy Paryż płonie? (1966) jako pani Beuvrat
- Wielka włóczęga (1966) jako Germaine, właścicielka hotelu
- Mały pływak (1967; inny tytuł – Zwariowany weekend) jako Charlotte Castagnier, siostra André